# Kultaranta
För Finlands presidents sommarresidens, se Gullranda.
Kultaranta var en öppen, sju meter lång passbåt för Finlands president, som byggdes 1921 av Ab Andrée & Rosenqvist Oy i Åbo.
Kultaranta var den första motorbåten i en lång serie, som byggdes för Finlands president för att användas vid sommarresidenset Gullranda utanför Nådendal. Det kan ha funnits en tidigare motorbåt med namnet Kultaranta. År 1915 byggdes en motorbåt på Valkosaari i Helsingfors, som förmodligen först fick namnet Kultaranta. Den övertogs av republikens president och ingick förmodligen i den ursprungliga donationen av fastigheten. Denna båt har restaurerats och ägs av en privatperson.
Kultaranta ersattes 1929 som primär motorbåt för presidenten av Kultaranta II, som byggdes 1929 för president Lauri Kristian Relander.